# Buskett Gardens
I Buskett Gardens (in maltese Ġonna ta' Buskett, già Boschetto) sono l'unica area boschiva di Malta e si trovano all'interno del consiglio locale di Rabat e sono dominati dal famoso palazzo Verdala, una delle residenze ufficiali del presidente di Malta.
I giardini si trovano nella fertile valle di Luqa, a sud di Rabat e appena ad est di Dingli, dove vennero creati come area destinata alla caccia. Essi sono al loro meglio in primavera, ma d'estate sono molto ambiti perché offrono ombra durante le ore di sole più cocenti, così come sono un tranquillo luogo per una passeggiata nei mesi invernali.
Vi sono molte differenti specie arboree in questa che è una delle zone più verdi dell'arcipelago; vi abbondano sia gli arbusti che gli alberi da frutto, tutte specie autoctone, che qui si conservano ma una volta ricoprivano la maggior parte del territorio delle isole, prima che ne fossero abbattuti molti per favorire la costruzione dei galeoni che solcavano le acque del Mediterraneo sotto le bandiere dell'ordine Ospitaliero, o per scopi agricoli. I giardini di Boschetto offrono un assaggio di ciò che doveva essere Malta anticamente.
I giardini sono molto popolari fra i maltesi, che li visitano spesso per le loro passeggiate o per godere di un tranquillo posto dove fare pic-nic all'ombra degli alberi. I giardini sono anche il luogo dove si festeggia la festa di Imnarja, dedicata ai santi Pietro e Paolo, che si celebra il 29 giugno. Centinaia di persone affollano i giardini la notte prima del 29 per mangiare il tradizionale stufato di coniglio cotto nel vino e per ascoltare musiche e canti tradizionali, mentre aspetta la fiera annuale che si svolge la mattina dopo.